# 155mm ShKH vz. 2000 Zuzana
155mm Samohybná kanonová houfnice vz. 2000 Zuzana je slovenská samohybná houfnice ráže 155 mm na kolovém podvozku 8x8. Jde o modernizaci československé ShKH vz. 77 Dana.

## Vznik a vývoj

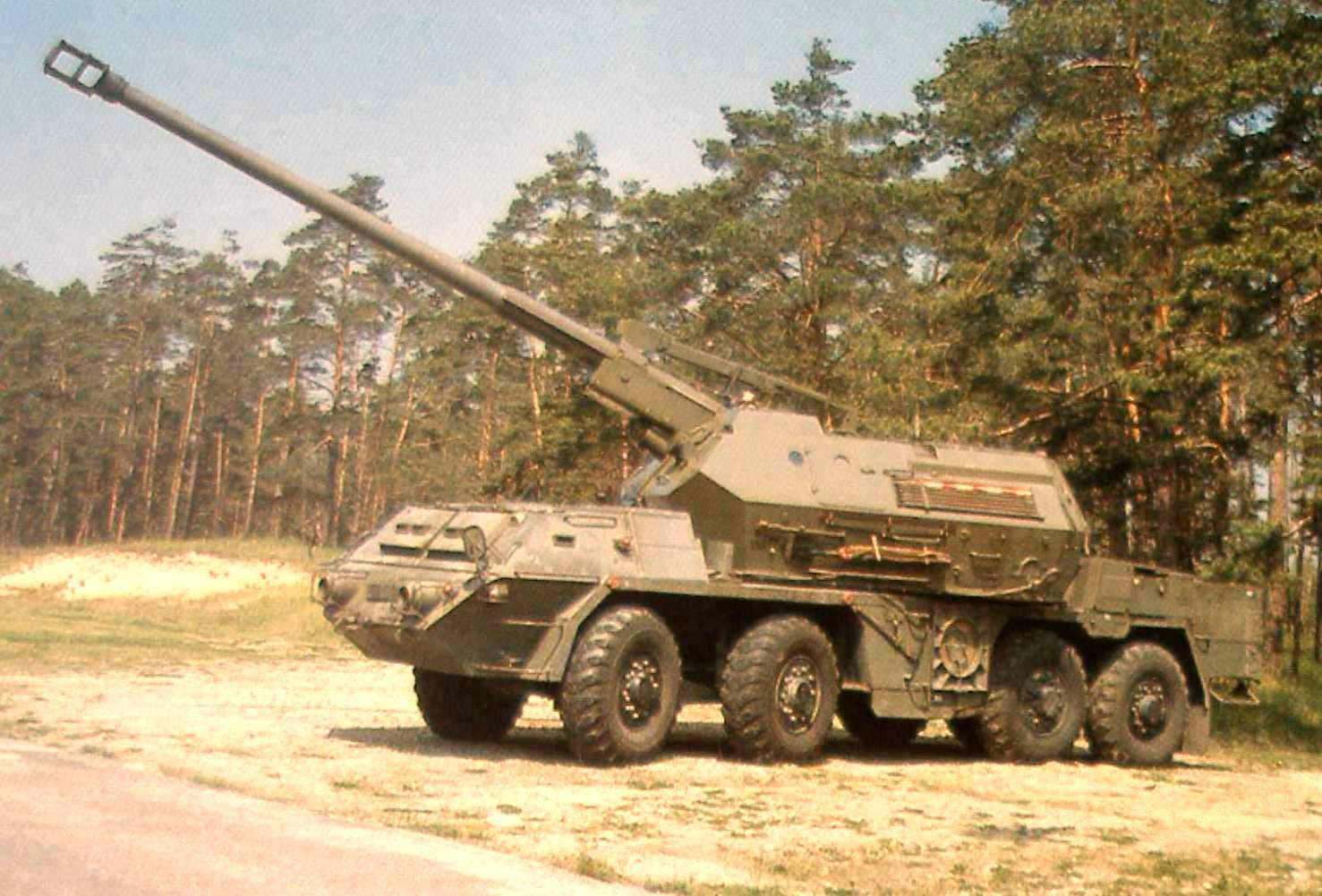
152 mm ShKH Ondava, předchůdce 155mm Zuzany.

Nová samohybná kanónová houfnice vznikla postupným vývojem z řady 152 mm samohybných houfnic Dana a Ondava. Dana (psané i DANA, kvůli zkratce Dělo automobilní, nabíjené automaticky) se poprvé objevila v roce 1979 a byla vyrobena v počtu asi 750 ks. Jednalo se o první sériově vyráběný samohybný kolový dělostřelecký systém na světě. Ondava využívající kanón ráže 152 mm (standardní ráže v armádách zemí bývalé Varšavské smlouvy) se však nikdy nevyráběla sériově a byla nahrazena Zuzanou s modernějším a kompatibilnějším kanónem ráže 155 mm, který může používat standardní munici zemí NATO. Celý projekt vznikl ve vývojovém pracovišti Konštrukty v Trenčíně, která spolupracovala s podnikem Závody ťažkého strojárstva Dubnica nad Váhom.
První fáze vývoje zbraňového systému Zuzana začaly v roce 1992 a pokračovaly do roku 1995. Během tohoto období se konstrukční kancelář soustředila hlavně na vývoj 155 mm kanónu, jehož délka byla 45 ráží (~ 7000 mm). Konstruktéři museli vyřešit způsob utěsnění nábojové komory a závěrového mechanismu, který se zcela lišil od předešlých konstrukcí, protože Zuzana na rozdíl od svých předchůdců nepoužívala střely s nábojnicí, ale textilní prachové náplně (prvky hnacího média jsou uloženy do celospalitelného textilního vaku). Sledovala se také palebná stabilita (výchylka zbraně při výstřelu a čas při výstřelu do utlumení jejího kmitavého pohybu), pevnost a balistické vlastnosti vyvíjeného kanónu i funkčnost automatického nabíjecího mechanismu. V roce 1995 konstrukční tým dokončil instalaci kanónu do pancéřované věže a ShKH se zúčastnila svých prvních nabídkových zkoušek v Indii. Pokračoval také další vývoj a zkoušky palubního řídícího systému palby, instalace navigačních, komunikačních a polohovacích systémů, jakož i přístrojů pro měření úsťové rychlosti, či jiných standardních fyzikálních veličin ovlivňujících trajektorii střely. Bojová věž byla zabudována do pancéřované korby na podvozku Tatra 815 VP31 29 265 8x8.1R, který vyrábí VAB Sipox a. s. v Bánovcích nad Bebravou. Při zkouškách byly testovány navigační a polohovací systémy Honeywell z USA, Kearfott z Německa a Gons z Izraele, jakož i přístroje pro měření úsťové rychlosti australské a izraelské výroby. Bojový komplet absolvoval vojskové zkoušky v lednu 1997. Sériová výroba začala v roce 1998. Vyvíjen byl také bojový komplet na podvozku tanku T-72, označený Himalaya.
V prosinci 2009 absolvovala zkoušky nová verze dělostřeleckého komplexu označená jako 155 mm ShKH Zuzana 2. Od svého předchůdce se liší jednomístným provedením podvozku a hlavní prodlouženou na 52 ráží (8200 mm).

## Konstrukce
Základem bojového systému ShKH Zuzana je upravený 8 kolový podvozek Tatra 815 s pohonem všech 8 kol. Motor Tatra je umístěn v zadní části korby, shora krytý uzavíratelnými pancéřovými žaluziemi. Stroj je schopen obratu o 360° na poloměru 14 m. Řidič má během jízdy k dispozici systém podhuštění, který je vhodný při jízdě v rozbahněném nebo písčitém terénu. Korba vozidla je během střelby stabilizovaná hydraulickými podpěrami umístěnými mezi druhou a třetí nápravou. Řidičova dvoumístná kabina a svařovaná věž jsou lehce pancéřovány a odolávají střepinám a puškovému střelivu do ráže 7,62 mm. Věž je kanónem rozdělena na dvě klimatizovaná oddělení.
Hlavní zbraň, kterou je 155 mm kanón, je dlouhý 45 ráží (~ 7000 mm), má rozsah náměru –3,5° až +70° a rozsah odměru –60° až +60°. Maximální dostřel zbraně s ERFB-BB, s náplní č. 10 je více než 39 km. Kadence střelby s automatem nabíjení je 6 ran v první minutě, pak 5 ran za minutu. Při manuálním nabíjení 2 rány za minutu. Při střelbě s automatickým nabíjením může houfnice střílet salvovým režimem (MRSI – Multiple Rounds Simultaneous Impact), což znamená, že střelbou z jedné zbraně, pomocí vhodné přípravy munice a odpovídající změnou náměru lze dosáhnout, že určitý počet střel dopadne do stejného cíle ve velmi krátkém časovém intervalu, téměř najednou. To má za následek podstatné zvýšení mohutnosti palebného úderu vedeného jednou zbraní. Kvalitativní úroveň odpovídající zbraním 21. století zajišťuje palubní systém řízení palby, jehož jádrem je počítač pracující se systémem Windows, doplněný navigačním a polohovacím systémem, který zajišťuje přesné vyhodnocení polohy zbraně a zaměření cíle podle mapových souřadnic.
Při bojovém nasazení mohou houfnice spolupracovat navzájem nebo pomocí nadřízeného stupně velení, který může tvořit systém DELSYS. Pro dopravu a doplnění munice v polních podmínkách slouží muniční vozidlo Zuzana MV.

## Uživatelé
V současnosti je ve výzbroji Ozbrojených sil Slovenské republiky 16 ks samohybných houfnic Zuzana. 12 dalších používá Řecko na Kypru. Ukrajina podepsala 1. června 2022 s výrobcem, slovenskou státní akciovou společností KONŠTRUKTA - Defence, a.s,  smlouvu na nákup osmi houfnic Zuzana 2, přičemž v polovně srpna 2022 dostala první čtyři kusy, v říjnu dva kusy, v listopadu jeden kus a poslední kus v lednu 2023. Po skončení tohoto kontraktu Německo, Dánsko a Norsko financuje nákup dalších 16 houfnic Zuzana 2 pro Ukrajinu, přičemž 1. srpna 2023 Ukrajina obdržela první dvě houfnice z těchto dalších 16. Dle nezávislého webu Oryx ztratila Ukrajina k srpnu 2024 dle volně dostupné fotodokumentace nejméně 3 Zuzany a jedna další byla poškozena.